# Fantastic Four: Rise of the Silver Surfer
Fantastic Four: Rise of the Silver Surfer, amerikansk-brittisk-tysk film från 2007 baserat på Marvel Comics  superhjältar Fantastic Four, skapade av Stan Lee. Den föregås av filmen Fantastic Four från 2005.

## Handling
Ett silverfärgat objekt inträder i jordens atmosfär och utstrålar energi som skapar djupa kratrar på platser över hela jorden. Regeringen ber Reed Richards bygga en sensor för att spåra objektets rörelse. När fenomenet närmar sig New York uppdagas det att det är en humanoid i form av en surfare och det visar sig att alla andra planeter som utomjordingen har besökt innan jorden har förstörts.
Surfarens rörelse runt jorden tar honom förbi Latveria, där den energin påverkar Victor von Doom som blir fri efter två år som en metallstaty. Han spårar surfaren till Arktis och föreslår förgäves ett samarbete. Doom lyckas istället nå en överenskommelse med den amerikanska militären som tvingar Fantastic Four att jobba med Doom. De fastställer att surfarens bräda är källan till hans kraft och det framkommer att han bara är en tjänare till förstöraren av världarna och ångrar förstörelsen han skapar. Man lyckas skilja surfaren från hans surfingbräda, han fängslas i Sibirien och förbjuder Fantastic Four att träffa honom, medan han torteras för att få mer information. Sue använder sin kraft för att smyga in i hans cell där hon får veta mer om surfaren, som får namnet Silver Surfer. Han berättar att hans herre Galactus måste skaffa sig föda på livbärande planeter, och att hans bräda skickar ut en signal som drar Galactus till planeten.
Doom stjäl brädan från anläggningen, Fantastic Four räddar surfaren och följer efter Doom för att slutligen konfrontera honom i Shanghai. Under slaget blir Sue dödligt sårad. Eftersom surfaren är kraftlös absorberar Johnny krafterna från alla i laget för att kunna slåss med Doom. Galactus har dock redan anlänt. Surfaren får återigen kontroll över sin bräda och därmed krafterna tillbaka, återupplivar Sue och väljer att försvara jorden. Han flyger in i Galactus och konflikten slutar i en explosion som verkar förstöra Galactus.

## Rollista (i urval)
- Ioan Gruffudd – Reed Richards / Mr. Fantastic
- Jessica Alba – Susan Storm / Invisible Woman
- Chris Evans – Johnny Storm / Human Torch
- Michael Chiklis – Ben Grimm / The Thing
- Julian McMahon – Victor von Doom / Doctor Doom
- Kerry Washington – Alicia Masters
- Doug Jones – Norrin Radd / Silver Surfer
- Laurence Fishburne – Norrin Radd / Silver Surfer (röst)
- Andre Braugher – General Hager
- Beau Garrett – Frankie Raye
- Stan Lee – Bröllopsgäst (cameo)